# اتفاقية صون التراث الثقافي غير المادي
اتفاقية صون التراث الثقافي غير المادي هي معاهدة تابعة لليونسكو الذي اعتمدها المؤتمر العام لليونسكو في 17 أكتوبر 2003. دخلت الاتفاقية حيز النفاذ في عام 2006 بعد الأدوات الثلاثين لتصديق الدول الأعضاء في اليونسكو. اعتبارا من عام 2014 فقد صدقتها 161 دولة.